# Morgen komt het goed
"Morgen komt het goed" is een single van de Nederlandse rapper Diggy Dex. Het nummer werd uitgebracht als de vierde track op zijn album Golven uit 2016. 

## Achtergrond
Morgen komt het goed is geschreven en geproduceerd door Diggy Dex zelf met René van Mierlo. Het nummer was geen grote hit, met enkel een 18e plaats in de Nederlandse Tipparade. Diggy Dex schreef het nummer naar aanleiding van de aanslagen in Brussel in 2016. Giel Beelen, toen werkzaam als radio-dj bij 3FM, had Diggy Dex gevraagd of hij hier een nummer over wilde schrijven. Het nummer werd ook voor het eerst gedraaid op 3FM. Voor het nummer haalde Diggy Dex inspiratie uit een gesprek met Geert Mak, die hij had gehad na een uitzending van De Wereld Draait Door na de aanslagen in Parijs in 2015. Het nummer is geschreven alsof hij tegen zijn kind(eren) praat.

## Cover
Het nummer werd door Milow gecoverd tijdens het programma Beste Zangers. Dit nummer bereikte de 30e positie in de Tipparade.